# AEG J.I
AEG J.I là một loại máy bay cường kích hai tầng cánh của Đế quốc Đức, được chế tạo từ năm 1917.

## Biến thể
AEG J.I
AEG J.Ia
AEG J.II

## Quốc gia sử dụng
German Empire
- Luftstreitkräfte
- Deutsche Luft-Reederei

## Tính năng kỹ chiến thuật (AEG J.I)
Dữ liệu lấy từ German Aircraft of the First World War
Vũ khí trang bị

- Súng: * 6 × súng máy LMG 08/15 7,92 mm (.312 in)
- 1 × súng máy Parabellum MG14 7,92 mm (.312 in)